# ألفونس هغ
ألفونس هغ (بالألمانية: Alfons Hug)‏ هو أمين متحف ألماني، ولد في 1950 في Hochdorf, Esslingen ‏ في ألمانيا.